# 비장구

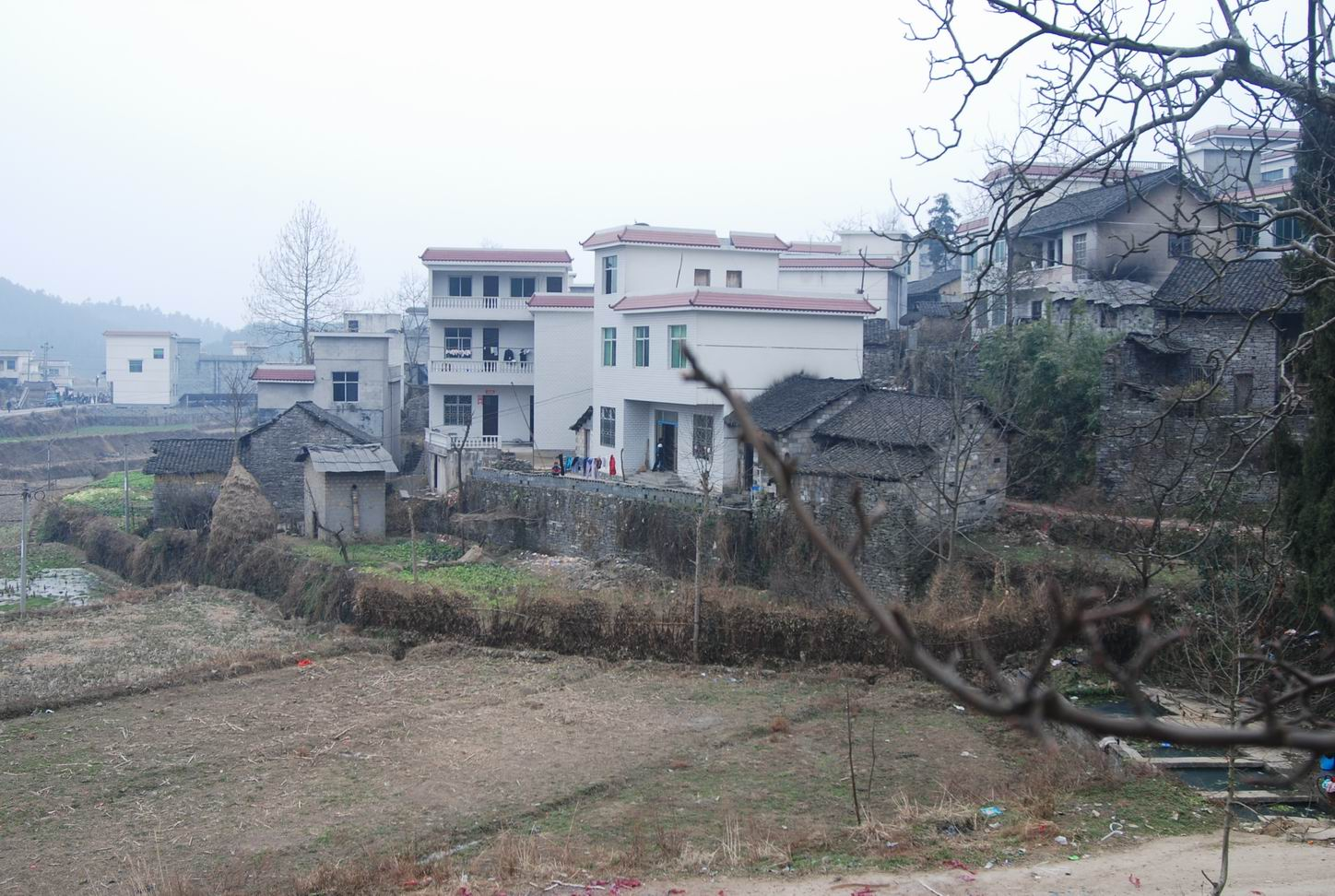

비장구(한국어: 벽강구, 중국어: 碧江区, 병음: Bìjiāng Qū)는 중화인민공화국 구이저우성 퉁런 시의 시할구이다. 넓이는 1400km2이고, 인구는 2007년 기준으로 370,000명이다.
이전 명칭은 퉁런 시(한국어: 동인시, 중국어: 铜仁市, 병음: Tóngrén Shì)이다. 2011년 지급시로서의 퉁런 시의 설치와 함께 비장 구로 개편되었다.

## 기후
연평균 기온은 16°C이고 연평균 강수량은 1303mm이다.

## 행정 구역
5개 가도, 3개 진, 5개 향을 관할한다.
- 가도: 市中街道, 环北街道, 河西街道, 灯塔街道, 川硐街道.
- 진: 坝黄镇, 云场坪镇, 漾头镇.
- 민족향:和平土家族侗族乡,桐木坪侗族乡,滑石侗族苗族土家族乡,瓦屋侗族乡,六龙山侗族土家族乡.